# Бахчисарайський район (1923—2023)
44°46′ пн. ш. 33°54′ сх. д. / 44.76° пн. ш. 33.9° сх. д.Бахчисара́йський райо́н (крим. Bağçasaray rayonı, рос. Бахчисарайский район) — колишній район на південному заході Кримського півострова, зараз входить у склад нового Бахчисарайського району.
На північному заході омивався Чорним морем. Центральна частина району розташована у межах Внутрішнього пасма Кримських гір, південно-східна — у передгір'ях і частково на північних схилах Головного пасма Кримських гір. Район лежить у межах Кримської передгірної лісостепової фізико-географічної області та головної гірсько-лугово-лісової гряди Кримських гір.

## Географія

### Рельєф
Рельєф у межах району змінюється від рівнинного на північному заході, низовинного в центральній частині та гірського на південному сході. Коливання відносних висот у межах району досягає 1000 м.

### Корисні копалини
Корисні копалини: кам'яне вугілля, вапняки, глини, мергелі, гранодіорити; є джерела мінеральних вод.

### Клімат
Звичайна температура січня -4-0,3 °C, липня +21,1 °C. Опадів 482—568 мм в рік, найбільша їх кількість — узимку і восени. Сніговий покрив нестійкий. Є дві метеостанції (Поштове, Голубинка).
Район лежить у межах передгірного Кримського посушливого, дуже теплого агрокліматичного району.

### Водоймища
Річки району належать до басейну Чорного моря: Альма, Кача, Бельбек, Чорна. В окремі роки на них бувають селі. Для місцевих потреб споруджено Партизанське водосховище (150 га), є також Альмінське, Бахчисарайське, Чорноріченське водосховища (загальної пл. 350 га).

### Ґрунти
У передгір'ях поширені вигалявлені чорноземи та коричневі ґрунти, в горах — бурі гірсько-лісові, на рівнині — лучні чорноземи (10,6 % площі району) і південні чорноземи.

### Рослинний світ
Площа зелених насаджень — 85,0 тис. га. Переважають: дуб скельний, сосна кримська, бук звичайний, граб, осика, вільха чорна, ялівець, кизил.
У Бахчисарайському районі — частина Кримського заповідно-мисливського господарства, заповідники Великий каньйон Криму і Качинський каньйон; пам'ятки природи (Бельбецький каньйон і Мангуп-кале) республіканського значення; заповідник і 7 пам'яток природи місцевого значення.

## Адміністративно-територіальний устрій
Район поділяється на міську раду, 2 селищні ради і 15 сільських рад, які підпорядковані Бахчисарайській районній раді та об'єднують 85 населених пунктів.
- Бахчисарайська міська рада
- Куйбишевська селищна рада
- Поштівська селищна рада
- Ароматненська сільська рада
- Верхоріченська сільська рада
- Вілінська сільська рада
- Голубинська сільська рада
- Долинненська сільська рада
- Залізничненська сільська рада
- Зеленівська сільська рада
- Каштанівська сільська рада
- Красномацька сільська рада
- Піщанівська сільська рада
- Плодівська сільська рада
- Скалистівська сільська рада
- Табачненська сільська рада
- Тінистівська сільська рада
- Углівська сільська рада

## Населення
Розподіл населення за віком та статтю (2001)
| Стать | Всього | До 15 років | 15-24 | 25-44  | 45-64  | 65-85 | Понад 85 |
| --- | ------ | ----------- | ----- | ------ | ------ | ----- | -------- |
| Чоловіки | 43 303 | 7884        | 7237  | 13 097 | 10 636 | 4315  | 134      |
| Жінки | 49 236 | 7663        | 6722  | 13 039 | 13 166 | 8085  | 561      |
| \| Статево-вікова піраміда \| Статево-вікова піраміда \| Статево-вікова піраміда \| \| ----------------------- \| ----------------------- \| ----------------------- \| \| Чоловіки \| Вік \| Жінки \| \| 134 \| 85 + \| 561 \| \| 234 \| 80-84 \| 777 \| \| 779 \| 75-79 \| 2021 \| \| 1653 \| 70-74 \| 2729 \| \| 1649 \| 65-69 \| 2558 \| \| 2754 \| 60-64 \| 3866 \| \| 1412 \| 55-59 \| 1979 \| \| 2947 \| 50-54 \| 3418 \| \| 3523 \| 45-49 \| 3903 \| \| 3799 \| 40-44 \| 3823 \| \| 3187 \| 35-39 \| 3359 \| \| 2856 \| 30-34 \| 2822 \| \| 3255 \| 25-29 \| 3035 \| \| 3366 \| 20-24 \| 3172 \| \| 3871 \| 15-20 \| 3550 \| \| 3546 \| 10-14 \| 3564 \| \| 2414 \| 5-9 \| 2274 \| \| 1924 \| 0-4 \| 1825 \| |        |             |       |        |        |       |          |
| Статево-вікова піраміда |        |             |       |        |        |       |          |
| Чоловіки | Вік    | Жінки       |       |        |        |       |          |
| 134 | 85 +   | 561         |       |        |        |       |          |
| 234 | 80-84  | 777         |       |        |        |       |          |
| 779 | 75-79  | 2021        |       |        |        |       |          |
| 1653 | 70-74  | 2729        |       |        |        |       |          |
| 1649 | 65-69  | 2558        |       |        |        |       |          |
| 2754 | 60-64  | 3866        |       |        |        |       |          |
| 1412 | 55-59  | 1979        |       |        |        |       |          |
| 2947 | 50-54  | 3418        |       |        |        |       |          |
| 3523 | 45-49  | 3903        |       |        |        |       |          |
| 3799 | 40-44  | 3823        |       |        |        |       |          |
| 3187 | 35-39  | 3359        |       |        |        |       |          |
| 2856 | 30-34  | 2822        |       |        |        |       |          |
| 3255 | 25-29  | 3035        |       |        |        |       |          |
| 3366 | 20-24  | 3172        |       |        |        |       |          |
| 3871 | 15-20  | 3550        |       |        |        |       |          |
| 3546 | 10-14  | 3564        |       |        |        |       |          |
| 2414 | 5-9    | 2274        |       |        |        |       |          |
| 1924 | 0-4    | 1825        |       |        |        |       |          |

Національний склад населення району за переписом 2001 р.
|                 | 2001        | 2001      |
|                 | чисельність | частка, % |
| --------------- | ----------- | --------- |
| росіяни         | 50 236      | 54,3      |
| кримські татари | 19 695      | 21,3      |
| українці        | 18 158      | 19,6      |
| татари          | 1 254       | 1,4       |
| білоруси        | 1 156       | 1,2       |
| узбеки          | 207         | 0,2       |
| вірмени         | 183         | 0,2       |
| азербайджанці   | 159         | 0,2       |
| молдовани       | 159         | 0,2       |

Етномовний склад населених пунктів району (рідні мови населення)
|                          | українська | російська | кримськотатарська |
| Бахчисарайський район    | 8,2        | 69,3      | 20,1              |
| ------------------------ | ---------- | --------- | ----------------- |
| м. Бахчисарай            | 6,2        | 75,5      | 16,8              |
| смт Научне               | 7,2        | 92,1      | -                 |
| смт Куйбишеве            | 8,7        | 70,0      | 20,3              |
| Ароматнівська сільрада   | 7,7        | 46,7      | 41,8              |
| Верхоріченська сільрада  | 2,4        | 80,9      | 15,6              |
| Вілінська сільрада       | 8,6        | 67,7      | 18,6              |
| Голубинська сільрада     | 10,6       | 54,0      | 29,4              |
| Долинненська сільрада    | 12,7       | 55,6      | 30,0              |
| Залізничненська сільрада | 5,1        | 60,7      | 31,9              |
| Зеленівська сільрада     | 7,5        | 51,0      | 37,7              |
| Каштанівська сільрада    | 10,7       | 75,2      | 9,6               |
| Красномакська сільрада   | 13,7       | 59,2      | 24,8              |
| Піщанівська сільрада     | 11,4       | 79,3      | 8,0               |
| Плодівська сільрада      | 8,7        | 69,3      | 20,7              |
| Скалистівська сільрада   | 7,4        | 69,3      | 20,4              |
| Табачненська сільрада    | 14,8       | 84,6      | 0,1               |
| Тінистівська сільрада    | 8,8        | 71,2      | 19,2              |
| Углівська сільрада       | 17,3       | 66,5      | 12,5              |

## Економіка
Розвинені видобуток каменю і харчова промисловість.

### Промисловість
Найбільші підприємства: бахчисарайський комбінат «Будіндустрія», деревообробний комбінат, «Доріндустрія», ефіроолійне підприємство, консервні заводи, вовнопрядильна фабрика, Альмінський завод будівельних матеріалів (видобуток каменю).

### Сільське господарство
Район спеціалізується на садівництві (яблуні, груші, черешні, персика, вишні, айви, абрикосу) і виноградарстві. Вирощуються ефіроолійні культури (лаванда, шавлія, троянда), волоський горіх, мигдаль.
Основні галузі тваринництва: свинарство, вівчарство, бджільництво, птахівництво; допоміжні області: звірівництво (вирощування кролів, песців, чорно-бурих лисиць), конярство.

## Транспорт
Залізничні станції: Бахчисарай, Поштова, Самохвалове, Сирень.
Автомобільних доріг — 762 км, в тому числі з твердим покриттям — 500 км.

## Освіта, культура, наука
У районі є: професійно-технічне училище і дорожній технікум (Бахчисарай), Кримська астрофізична обсерваторія НАН України (смт Научний), Будинок природи, бюро подорожей і екскурсій (Бахчисарай), дві туристичних бази (Бахчисарай, Соколине).

## Туризм
Об'єкти туризму:
- Ханський палац в Бахчисараї
- Місто-фортеця Чуфут-Кале біля Бахчисараю
- Печерне місто Ескі-Кермен (VI—XIII ст.) біля с. Красний Мак
- Фортеця і печерне місто Мангуп-Кале (VI—XVIII ст.) близько с. Ходжа Сала
- Пам'ятки архітектури VI—XVI ст.

Див. також Музеї Бахчисарайського району

## Додаткові джерела
- Бахчисарайський район — Інформаційно-пізнавальний портал | Кримська область у складі УРСР [Архівовано 29 вересня 2013 у Wayback Machine.] (На основі матеріалів енциклопедичного видання про історію міст та сіл України, том — Історія міст і сіл Української РСР. Кримська область. — К.: Головна редакція УРЕ АН УРСР, 1970. — 992 с.)